# アンドラーシュ3世 (ハンガリー王)

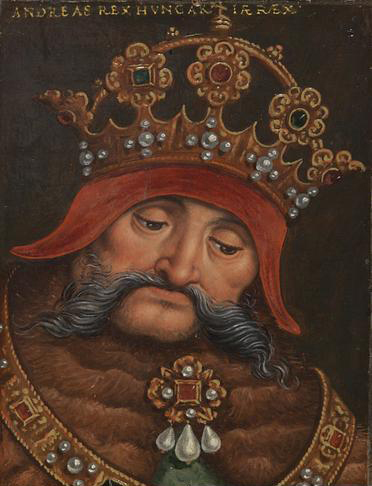
アンドラーシュ3世（16世紀）

アンドラーシュ3世（ハンガリー語: III. (Velencei) András/Endre、クロアチア語: Andrija III.、スロバキア語: Ondrej III.、1265年 - 1301年1月14日）は、アールパード朝ハンガリー王国の国王（在位：1290年 - 1301年）。最後のアールパード家出身のハンガリー王である。

## 生涯

### 即位前
アンドラーシュ3世はイタリアのヴェネツィアで誕生した。父のイシュトヴァーンはハンガリー王アンドラーシュ2世の末子であり、アンドラーシュ2世の死後に誕生した。母のトマシナ・モロシーニはヴェネツィア貴族の娘にあたり、1272年に父イシュトヴァーンが没した後にアンドラーシュは親戚と共にヴェネツィアで教育を受けた。
1278年にハンガリー西部を拠点とする貴族ケーセギ・ヤーノシュによって、アンドラーシュはハンガリーに招かれる。ハンガリーに到着したアンドラーシュはスラヴォニアの統治権を要求したが、従兄弟のラースロー4世によってアンドラーシュの要求は拒否される。要求が棄却された後、アンドラーシュはヴェネツィアに帰国した。
1290年初頭、ケーセギ・ヤーノシュとエステルゴム大司教ロドメールはアンドラーシュをハンガリーに招き入れ、破門を宣告されたラースロー4世に代えて彼を国王に擁立しようと試みた。アンドラーシュは申し出を受け入れるが、ハンガリーの貴族Hahót Arnoldに捕らわれ、オーストリア公アルブレヒトに引き渡される。

### 即位後
1290年7月10日にラースロー4世がクマン人によって暗殺された時、ラースローの元には男子が生まれていなかった。ラースローの死を知ったアンドラーシュはウィーンから脱走してエステルゴムに向かい、1290年7月23日に同地でロドメールから聖イシュトヴァーンの王冠を受けた。戴冠式の後でハンガリー内の聖職者と貴族はオーブダに集まって議会（parlamentum）を開き、議会での決定事項は「1290年法令」として発布された。即位後、アンドラーシュはポーランドのイノヴロツワフ公ジェモミスウの娘フェネンナ・クヤフスカと急いで結婚した。
アンドラーシュの父イシュトヴァーンは私生児と見なされていたため、早くにアンドラーシュの統治の正統性に疑問が投げかけられ、数人のハンガリー王位の請求者が現れる。ポーランドからラースロー4世の弟であるスラヴォニア公アンドラーシュを自称する人物が現れて王位を要求したが、偽のスラヴォニア公アンドラーシュの軍はアンドラーシュ3世の支持者によって打ち破られる。ハプスブルク家出身のローマ王ルドルフ1世やローマ教皇らは、ラースロー4世の死によってアールパード家が断絶したと見なした。ルドルフ1世はハンガリーが神聖ローマ帝国に属すると考えており、息子であるオーストリア公アルブレヒトのハンガリー王即位を宣言した。1291年4月にはアンジュー家出身のナポリ王カルロ2世の元に嫁いだラースロー4世の姉マーリアがハンガリー王位を主張した。マーリアの子カルロ・マルテッロ、彼女の孫カルロ・ロベルト（カロベルト、後のカーロイ1世）もハンガリー王位を請求し続けた。そして、ローマ教皇側はカルロ・ロベルトをハンガリー王位の継承者に推していた。
1291年初頭にアンドラーシュは王国東部を訪れ、ナジヴァーラド（オラデア）とジュラフェヘールヴァール（アルバ・ユリア）で現地の貴族が開催した議会に出席した。その後、アンドラーシュはザルツブルク大司教コンラートと同盟してオーストリアに進軍し、勝利を収める。1291年8月26日にハインブルクでハンガリーとオーストリアは和平を締結し、アルブレヒトはハンガリー王位の請求権を放棄し、アンドラーシュは両国の国境に位置するケーセギ家が領有する複数の城砦を解体することを約束した。このため、ケーセギ・ミクローシュはナポリのマーリアを支持するBabonić家、Frankopan家と同盟してアンドラーシュに反乱を起こした。アンドラーシュは反乱を鎮圧しようとしたもののミクローシュに捕らえられ、身代金を支払わなければならなくなった。
1293年にアンドラーシュは母トマシナをハンガリーに呼び寄せる。トマシナは反乱を起こした貴族と交渉し、彼らにアンドラーシュの統治を受け入れさせた。1294年から1295年にかけて、アンドラーシュとトマシナは数回にわたってカルロ・マルテッロの支持者を攻撃した。
アンドラーシュは妻のフェネンナに先立たれた後、1296年2月6日にオーストリア公アルブレヒトの娘アグネスと再婚する。アルブレヒトの支援を受けたアンドラーシュはケーセギ・ミクローシュとチャーク・マーテーの反乱を鎮圧し、ケーセギとポジョニを制圧する。1298年には、アンドラーシュはナッサウ家のアドルフと交戦するアルブレヒトに援軍を送った。

### 晩年
1298年にローマ教皇ボニファティウス8世によって任命されたエステルゴム大司教Gergely Bicskeiは、アンジュー家の王位請求者を支持した。同年、大貴族の抑制と聖職者・中小貴族の保護を目的として再び議会が開催される。この時に公布された「1298年法令」では、王の側近として司教と中小貴族の中からそれぞれ2名を選出することが定められた。また、大貴族が選出した県知事の権限を奪い、中小貴族の中から選ばれた地方判事に県の行政を委ねた。1298年の議会により、国王・聖界・中小貴族が連合して大貴族に対抗する構図が出来上がる。議会を中心とする君主制を構築する試みは不成功に終わるが、ハンガリー内の中小貴族の立場は向上した。
1300年8月、ナポリのカルロ・ロベルトがスプリトに上陸し、クロアチアの支援者の援護を受けてザグレブを占拠した。トマシナの急死のためにアンドラーシュは迎撃に出ることができず、彼自身も病に罹って没した。アンドラーシュの遺体はブダのGreyfriars修道院に葬られた。
アンドラーシュの死により、アールパード家の男系子孫は断絶した。

## 子女
1290年、ポーランドのイノヴロツワフ公ジェモミスウ（ヴワディスワフ1世の兄）の娘フェネンナと結婚し、一女をもうけた。
- エルジェーベト（1292年 - 1338年5月6日） - スイス、テス（英語版）のドミニコ会修道女

1296年、オーストリア公アルブレヒト1世（後にローマ王）の娘アグネスと再婚したが子供はいなかった。